# گمند (هریس)
گمند یکی از روستاهای استان آذربایجان شرقی است که در دهستان مواضع‌خان شرقی بخش خواجه شهرستان هریس واقع شده‌است. این روستا یکی از قدیمی‌ترین روستاهای آذربایجان شرقی می‌باشد قدمت این روستا به ۴۰۰ سال قبل از میلاد می‌رسد این روستا در دوره صفوی به گونبند شهرت داشته‌است که مردم این منطقه در حاشیه رود تلخ رود (آجی چای) سکونت داشتند بر اساس مطالعات باستانشناسان در سال ۱۳۵۴ در دوره اشکانیان در (قلعه قیزقلعه سی) مرکز فرماندهی سپاه اشکانیان در منطقه بوده که این روستا را می‌توان یکی از منطقه‌های باستانی شناخت.